# Сирпутий
Сирпутий (1340 — 1400) — литовский боярин, известный как родоначальник рода Радзивиллов герба «Трубы».
Имел двоих детей: Остика, виленского каштеляна и Доргия, основателя рода Судимонтов.